# Peter Barakan
Peter Barakan er en britisk radio- og tv-vært, der har været aktiv i Japan siden 1980. Han er vært på radioprogrammet Barakan Beat på InterFM og Weekend Sunshine på NHK FM. Han er desuden vært på de engelsksprogede dokumentarserier Begin Japanology og Japanology Plus på tv-kanalen NHK World, der introducerer forskellige dele af japansk kultur.

## Biografi
Peter Barakan blev født og opdraget i London af en jødisk far af polsk oprindelse og en anglo-burmesisk mor. Efter at have studeret japansk på SOAS, University of London tog han et job med musikalsk ophavsret hos et musikforlag i Japan, hvor han flyttede til i 1974. I 1980 gik han over til at skrive for magasiner og fungere som freelance radiovært. Han koordinerede desuden international marketing for det japanske techno-band Yellow Magic Orchestra. Han er storebror til musikeren Shane Fontayne.
Fra oktober 1988 til marts 2010 var Peter Barakan vært på TBS-programmet CBS Document, en japansk udgave af 60 Minutes. Han har været vært på radioprogrammet Barakan Beat siden 1996. Han var desuden vært på tretimers programmet Barakan Morning på InterFM i 2009-2012 og igen i 2013-2014. I forbindelse med Fukushima I-ulykkerne blev han afskåret fra at spille en atomprotestsang, fordi det kunne skabe fuhyo higai, ødelæggelse fra rygter. I 2012 ledede Barakan en FN-sponsoreret paneldiskussion for borgmestre om genopbygningen efter jordskælvet og tsunamien i ved Sendaui i 2011.
Peter Barakan har desuden været aktiv med at formidle japansk kultur til udlændinge og omvendt. Det sker blandt andet med dokumentarserien Begin Japanology, der blev sendt fra april 2003 til marts 2013, og efterfølgeren Japanology Plus, der startede i april 2014. Her introduceres en række forskellige japanske ting så som geishaer, hanami og Shinkansen.